# Parey-sous-Montfort
Parey-sous-Montfort é uma comuna francesa na região administrativa de Grande Leste, no departamento de Vosges. Estende-se por uma área de 7,04 km². Em 2010 a comuna tinha 158 habitantes (densidade: 22,4 hab./km²).